# 安東尼夫卡 (塔拉夏市鎮)
49°22′36″N 30°33′41″E / 49.37667°N 30.56139°E
安東尼夫卡（烏克蘭語：Антонівка）是位於烏克蘭北部的村莊，由基辅州白采爾克瓦區的塔拉夏市鎮負責管轄。該村面積0.98平方公里，海拔高度176米，2001年人口181，人口密度每平方公里184.1人。